# Oborzos
Oborzos (em parta: Wahbarz; Vahbarz) foi uma dinasta (frataraca) de Pérsis na primeira metade do século II a.C., governando possivelmente a partir de c. 205 a 164 a.C.. Seu reinado foi marcado por seus esforços para estabelecer Pérsis como um reino independente da autoridade do Império Selêucida. Foi capaz de reinar independentemente por três décadas, e até se expandiu para o oeste, tomando a província selêucida de Caracena. Em 164 a.C., os selêucidas repeliram as forças de Oborzos de Caracena, forçando-o a se apresentar novamente como vassalo selêucida. Foi sucedido por Bagadates.

## Antecedentes
Desde o final do III ou início do século II a.C., Pérsis tinha sido governada por dinastas locais sujeitas ao Império Selêucida. Detinham o antigo título persa de frataraca ("líder, governador, precursor"), que também é atestado no Império Aquemênida. O Império Aquemênida, que um século antes governava a maior parte do Oriente Próximo, originou-se da região. Os próprios frataracas enfatizaram sua estreita afiliação com o proeminente xainxás aquemênidas, e sua corte provavelmente estava na antiga capital de Persépolis, onde financiaram projetos de construção no planalto aquemênida e perto dele. Os frataracas eram tradicionalmente considerados como dinastas sacerdotais ou defensores da oposição religiosa (e política) ao helenismo, no entanto, isso não é mais considerado o caso.

## Cronologia dos frataracas
A visão tradicional da cronologia das dinastias frataracas era originalmente: Bagadates, Artaxerxes I, Oborzos, Autofradates I e Autofradates II. No entanto, descobertas recentes de moedas de Pérsis levaram a uma cronologia mais provável: Artaxerxes I, Oborzos, Bagadates, Autofradates I e Autofradates II.

## Reinado

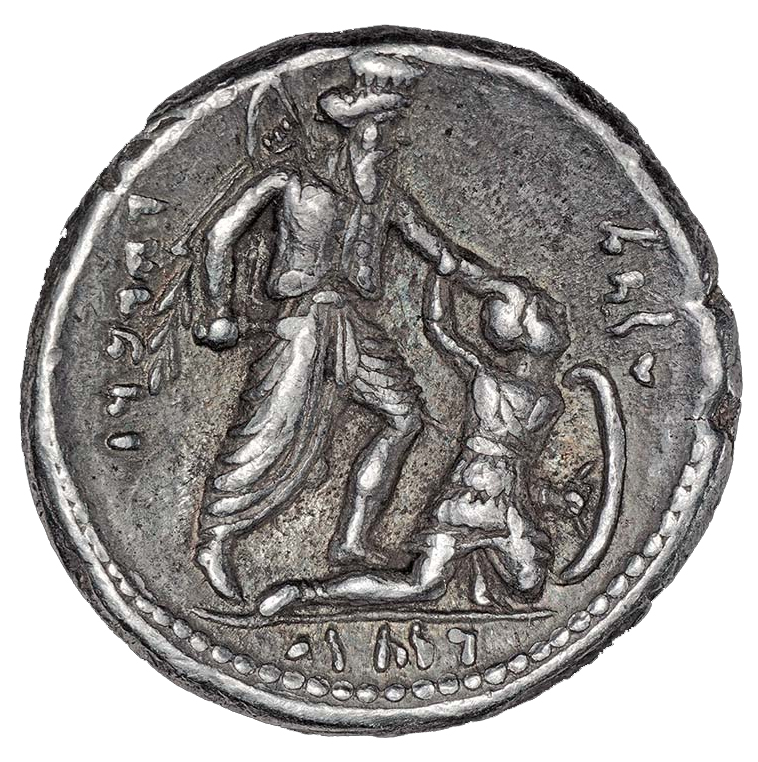
Dracma de Oborzos mostrando no reverso um rei aquemênida matando um soldado armado, possivelmente grego ou macedônio

Oborzos tornou-se o rei de Pérsis em algum momento da primeira metade do século II a.C., possivelmente em c. 205 a.C.. É geralmente identificado com o Oborzos, que, de acordo com o autor macedônio contemporâneo Polieno, estava encarregado de três mil colonos militares gregos (katoikoi), que havia executado em um lugar chamado Comasto por suspeitar que organizassem uma rebelião contra ele. Esta é considerada a primeira tentativa de um frataraca de se separar do governo selêucida. Moedas foram cunhadas celebrando a morte dos katoikoi, com Obarzos sendo retratado em roupas aquemênidas matando um inimigo grego. A inscrição da moeda era "Obarzos foi/pode ser vitorioso, (ele) que (é) o comandante [o carano (κἀρανος)]". Isso provavelmente ocorreu entre 205 e 190/89 a.C., presumivelmente após a derrota selêucida à República Romana na Batalha das Termópilas em 191 a.C.. Antes dessa derrota, o Império Selêucida tinha sob seu rei Antíoco III (r. 222–187 a.C.) conseguindo várias vitórias militares e expandido substancialmente o território do império tanto no leste quanto no oeste, proporcionando assim a Obarzos poucas circunstâncias favoráveis para aproveitar breve fraqueza selêucida e o risco de perder seu reino.
Após a morte de Antíoco III em 187 a.C., no entanto, o domínio selêucida enfraqueceu em suas províncias do sul, o que permitiu que Pérsis não apenas declarasse independência, mas também se expandisse sobre a região de Caracena, nomeando Sagadodonaco como seu governador. A data precisa da conquista de Caracena e da nomeação de Sagadodonaco é desconhecida. Pode ter sido no verão de 184 a.C., quando a autoridade selêucida sobre suas províncias do sul parece ter sido ainda mais enfraquecida. Foi presumivelmente durante este período que Obarzos adotou o título de carano (o equivalente grego sendo autocrator), que era um título carregado por proeminentes líderes militares aquemênidas, como Ciro, o Jovem.
Em 164 a.C., durante o reinado de Antíoco IV (r. 175–164), a autoridade selêucida foi restabelecida sobre Pérsis e Caracena. A expedição foi liderada pelo general selêucida Numênio, que substituiu Sagadodonaco como governador. Isso indica que Obarzos governou três décadas como governante independente, o que torna a cronologia dos governantes pérsidas sugerida por Wiesehofer menos válida. O destino de Obarzos após a reconquista selêucida é contestado; pode ter se resubmetido aos selêucidas antes que continuassem sua expedição em Pérsis, e assim foi permitido continuar a governar como vassalo selêucida mais uma vez. Independentemente disso, foi aparentemente sucedido por Bagadates no mesmo ano.